# Spellbound (альбом Кліффорда Джордана)
Spellbound — студійний альбом американського джазового саксофоніста Кліффорда Джордана, випущений у 1960 році лейблом Riverside.

## Опис
Тенор-саксофон Кліффорд Джордан був проспонсований Кеннонболлом Еддерлі для цієї сесії на лейблі Riverside (альбом вийшов у серії «A Cannonball Adderley Presentayion»). Тоді Джордан ще не мав свого виразного звучання, який він розвив у цей період з Чарльзом Мінгусом, однак він вже став сильним стилістом у напрямку хард-боп. Йому акомпанують піаніст Седар Волтон, басист Спенкі ДеБрест і ударник Альберт «Туті» Гіт, Джордан виконує чотири власні композиції (найвідоміша з них «Toy»), незвичну версію вальсу «Lush Life», баладу «Last Night When We Were Young» і блюз «Au Privave» Чарлі Паркера.

## Список композицій
1. «Toy» (Кліффорд Джордан) — 4:21
2. «Lush Life» (Біллі Стрейгорн) — 12:24
3. «Moon-A-Tic» (Кліффорд Джордан) — 8:20
4. «Spellbound» (Кліффорд Джордан) — 7:53
5. «Hot Water» (Кліффорд Джордан) — 7:37
6. «Last Night When We Were Young» (Гарольд Арлен, Їп Гарбург) — 8:06
7. «Au Privave» (Чарлі Паркер) — 8:06

## Учасники запису
- Кліффорд Джордан — тенор-саксофон
- Седар Волтон — фортепіано
- Спенкі ДеБрест — контрабас
- Альберт Гіт — ударні

Технічний персонал
- Джуліан «Кеннонболл» Еддерлі — продюсер
- Оррін Кіпньюз — текст
- Білл Стоддард — інженер
- Кен Дірдофф — дизайн [обкладинка]
- Лоуренс Н. Шустак — фотографія